# Hyde Park (Sydney)
Pour les articles homonymes, voir Hyde Park (homonymie).
Hyde Park est le plus ancien parc public d'Australie. D'une superficie de 16,2 hectares (40 acres), il se situe à Sydney, Nouvelle-Galles du Sud, près du quartier du centre d'affaires (CBD).
Hyde Park contient jardins méticuleusement entretenus et environ 580 arbres ; un mélange de Ficus microcarpa (Hills Figs en anglais), d'Arecaceae (palmiers, palms en anglais), et d'autres variétés,.

## Histoire
Hyde Park a été nommé d'après l'original Hyde Park à Londres, Royaume-Uni.
Dès les premiers jours de la fondation de la colonie, la zone ouverte au sud-est de celle-ci est un lieu de prédilection pour le sport et les loisirs. Cet endroit est connu sous les noms « The Common », le « Exercising Ground », le « Cricket Ground » et « Race Course » où l’exercice, le cricket et la course étaient pratiqués.
Le 13 octobre 1810, le gouverneur Lachlan Macquarie sépare cet endroit de la zone du Domain au nord ouest, le nomme Hyde Park et le dédie comme « ...attractions et de loisirs des habitants de la ville, ainsi qu'un champ d'exercices pour les troupes ».

## Monuments

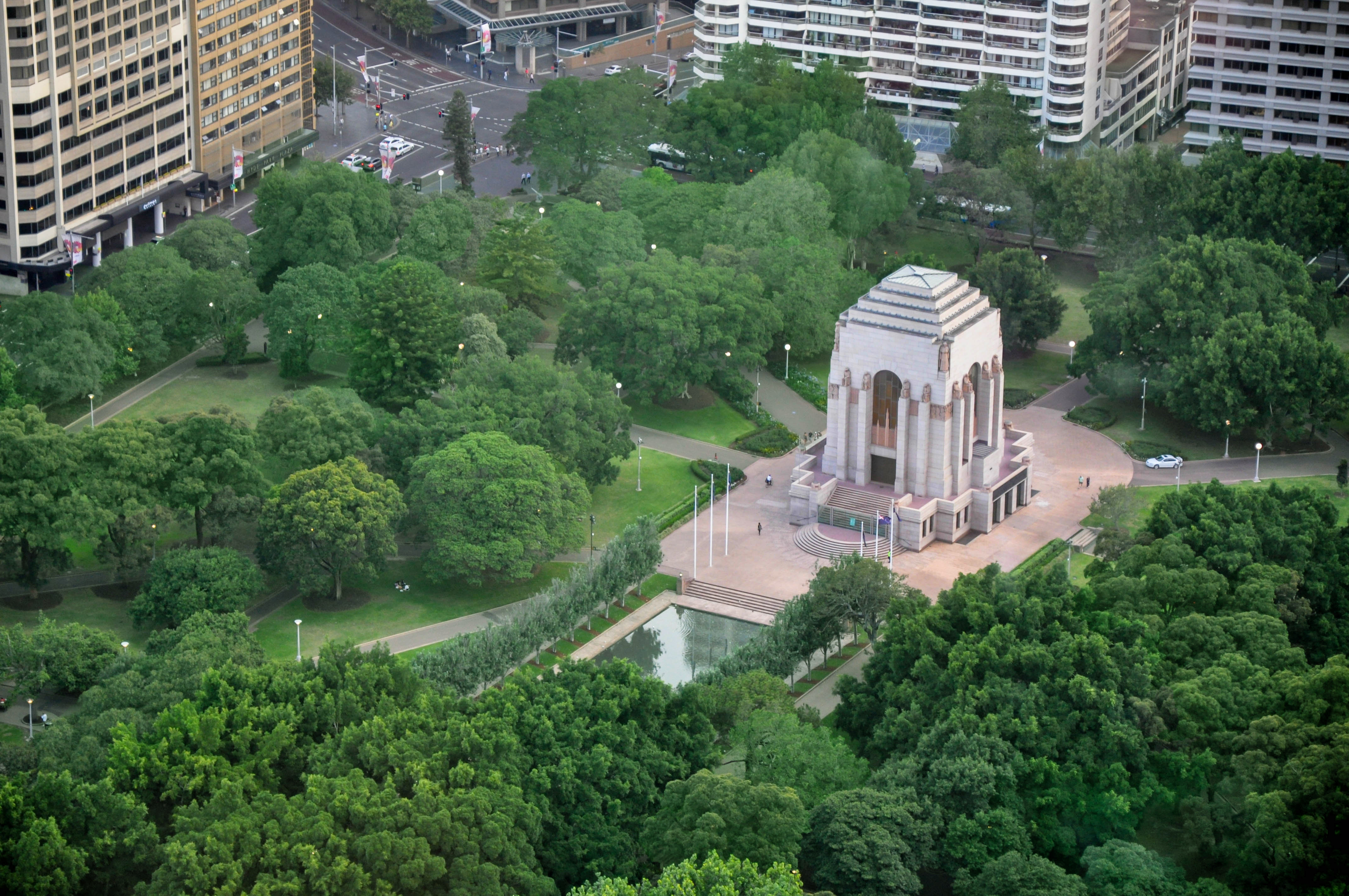
Mémorial de la guerre de l'ANZAC (ANZAC War Memorial)

Liste (non exhaustive) de certains monuments :
Fontaine Archibald
La pièce maîtresse de Hyde Park est la fontaine Archibald. La fontaine a été conçue par François-Léon Sicard et donné par J.F. Archibald en 1932 qui laissa en legs les fonds nécessaires à sa construction. Archibald précisa que la fontaine devait être conçue par un artiste français, en raison de sa passion pour la culture française et aussi pour commémorer l'alliance de l'Australie avec la France durant la Première Guerre mondiale.
ANZAC War Memorial
À l'extrémité sud du parc se trouve l'ANZAC War Memorial, mémorial de guerre complété en 1934, derrière le « Lake of Reflections » ou « Pool of Remembrance » et les entrées à la station de métro « Museum ». Il a été érigé à la mémoire de la première Force impériale australienne, durant la Première Guerre mondiale.
Hyde Park Obelisk
Placé sur le côté ouest (ou côté Elizabeth Street), à l'entrée de la rue Bathurst Street du parc se trouve Hyde Park Obelisk, l'obélisque de 22 mètres décoré de traits égyptiens. Il a été érigé en 1857.
Statue du capitaine James Cook
Dans le secteur nord-est, se trouve un monument dédié au capitaine Cook, qui a débarqué en Australie dans la région. La statue a été érigée afin de commémorer la découverte de Cook de la côte est de l'Australie en 1770. Le sculpteur était Thomas Woolner (17 décembre 1825 - 7 octobre 1892) et la statue a été coulée par Cox & Sons, à sa fonderie de Thames Ditton dans le Surrey, en Angleterre.

## Images

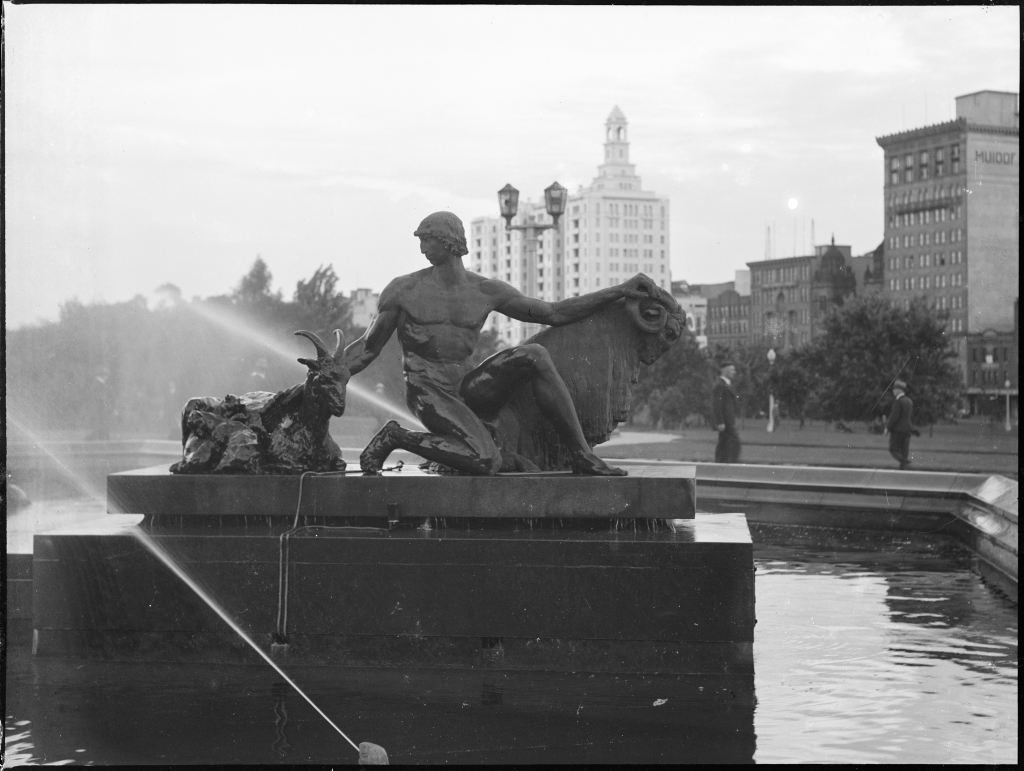
Fontaine Archibald en 2006 peu après son inauguration (1932) - Détail. Collection photographique Tom Lennon, Powerhouse museum.
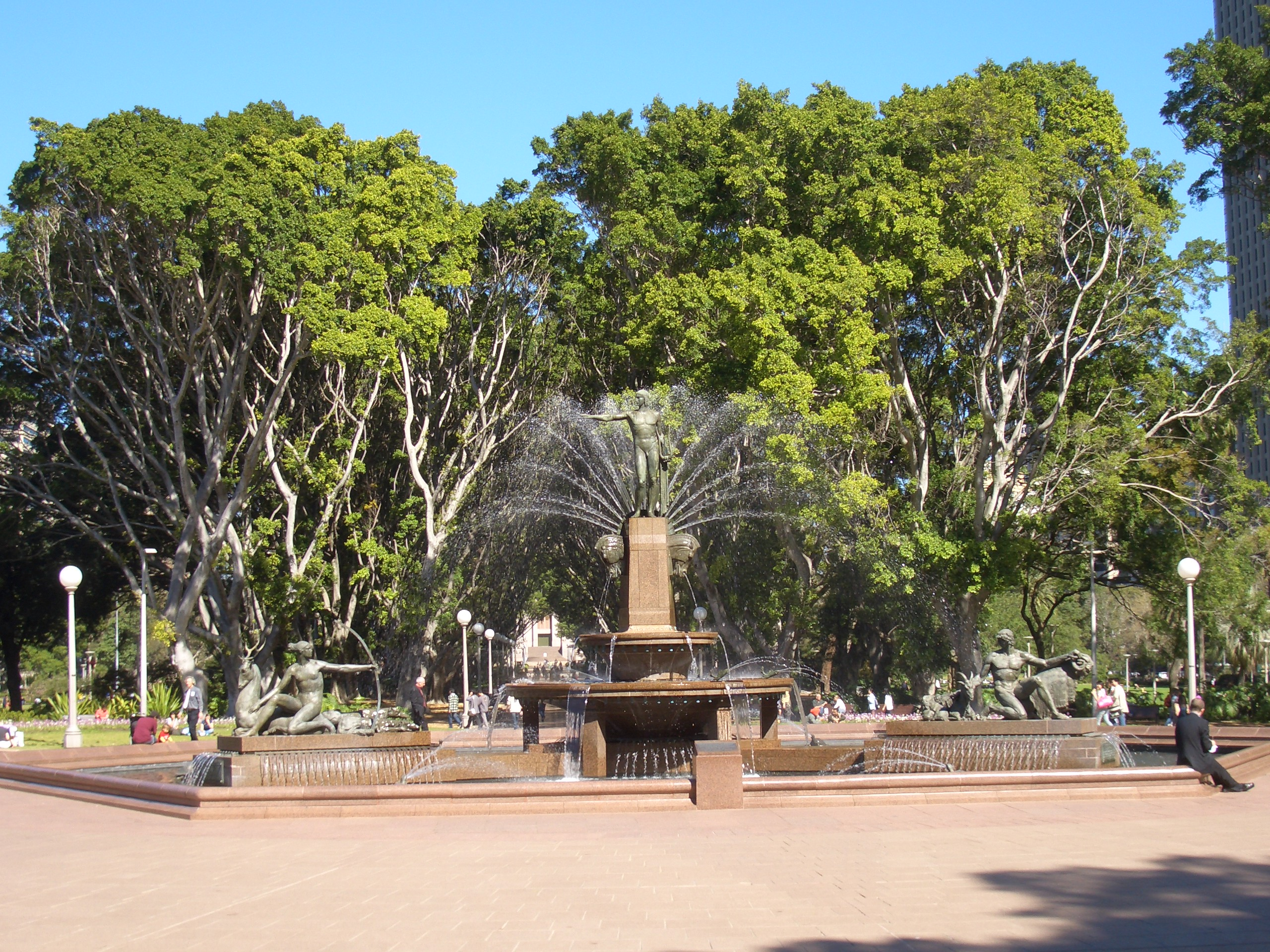
Fontaine Archibald en 2006.
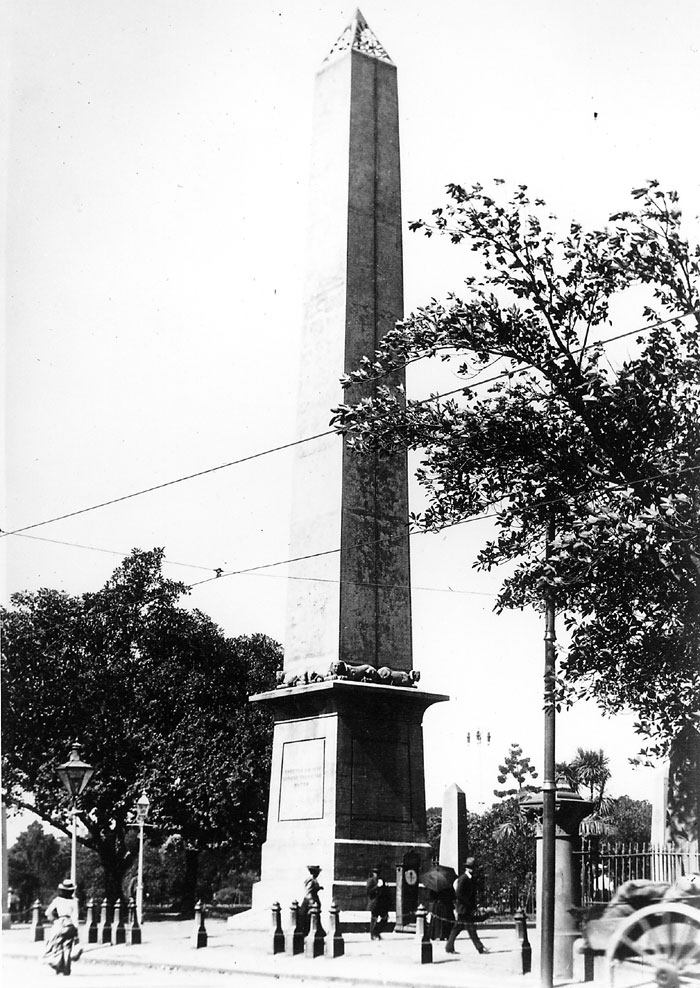
Hyde Park Obelisk, circa 1900.
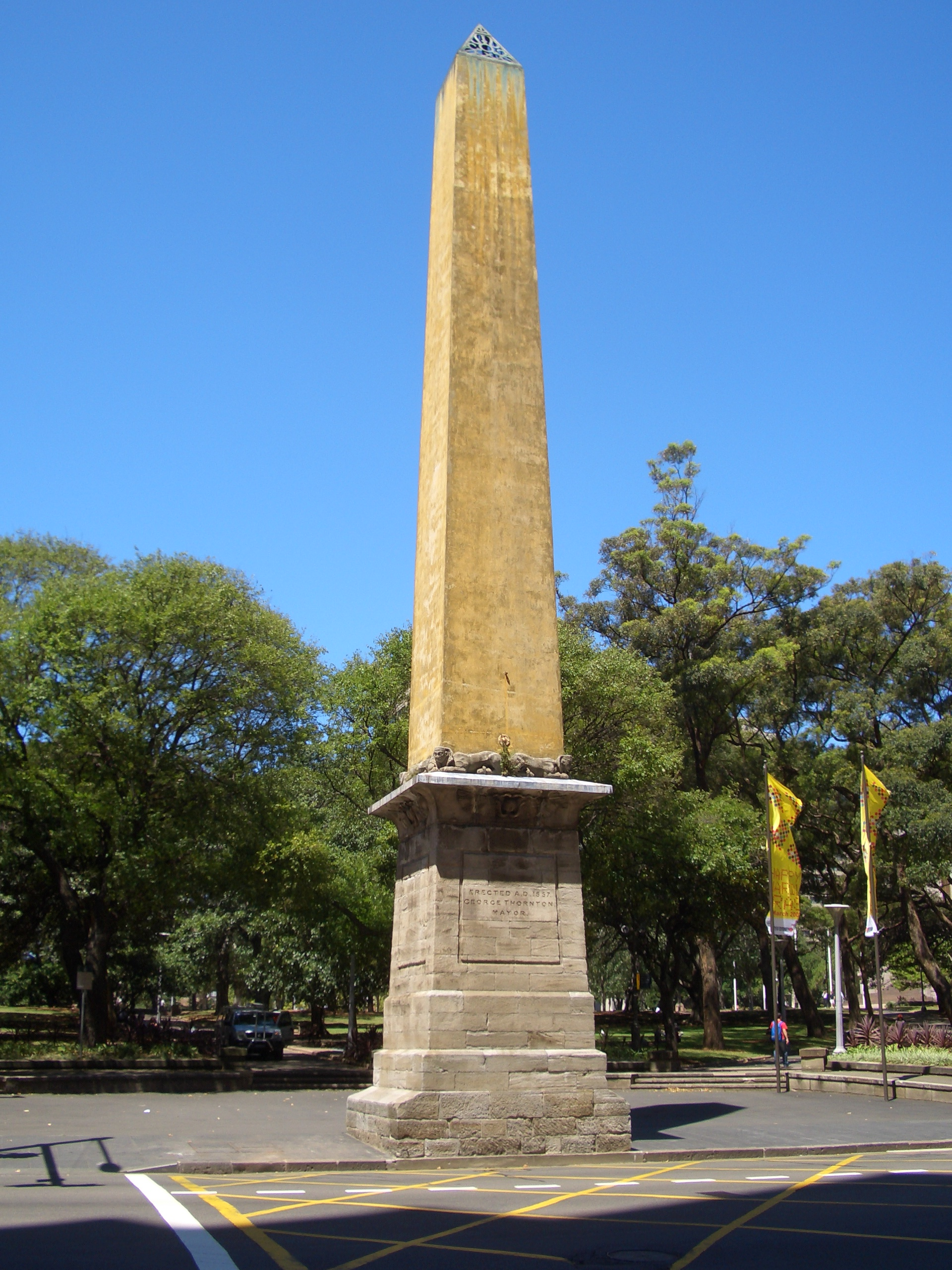
Hyde Park Obelisk en 2007.
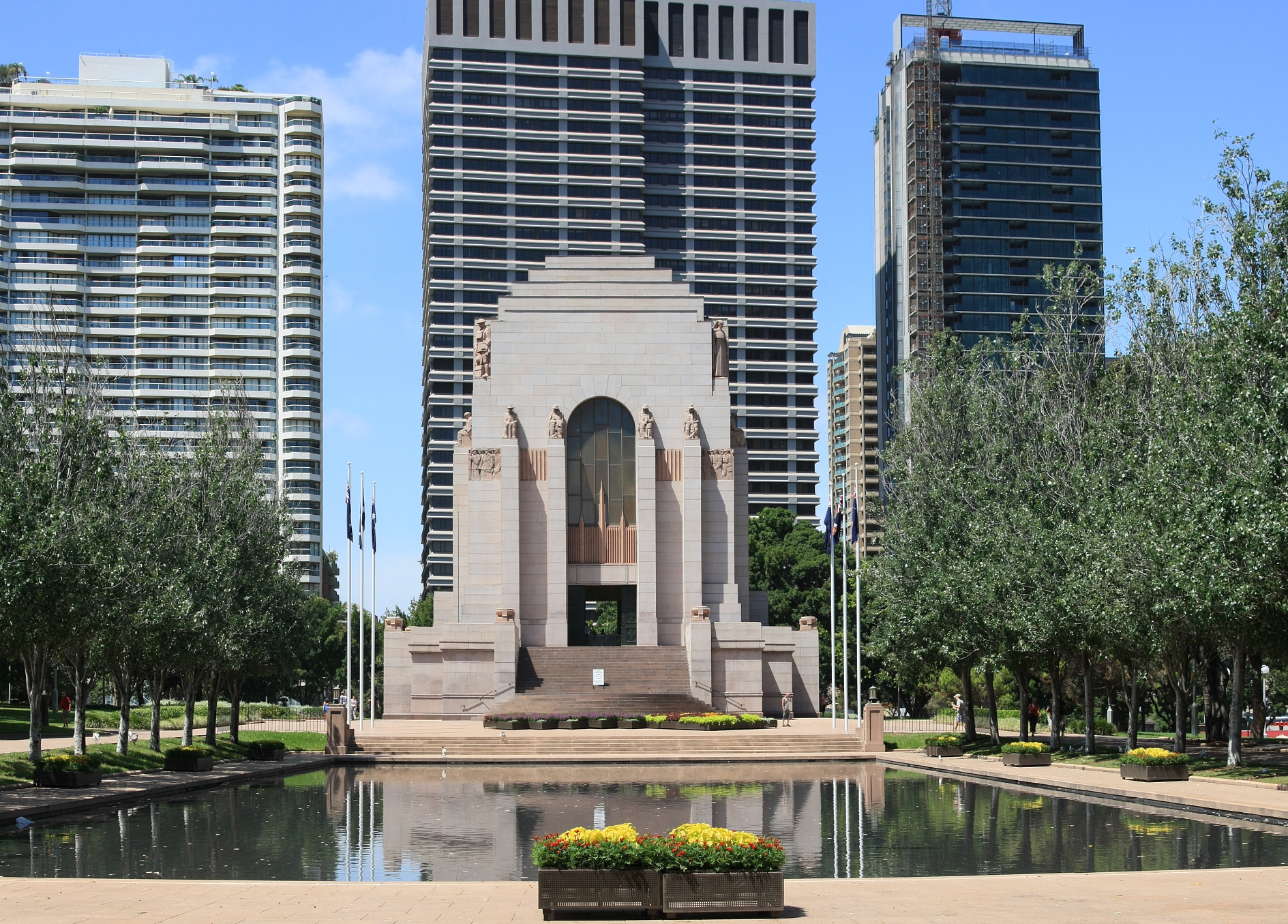
ANZAC War Memorial, mémorial, 2009
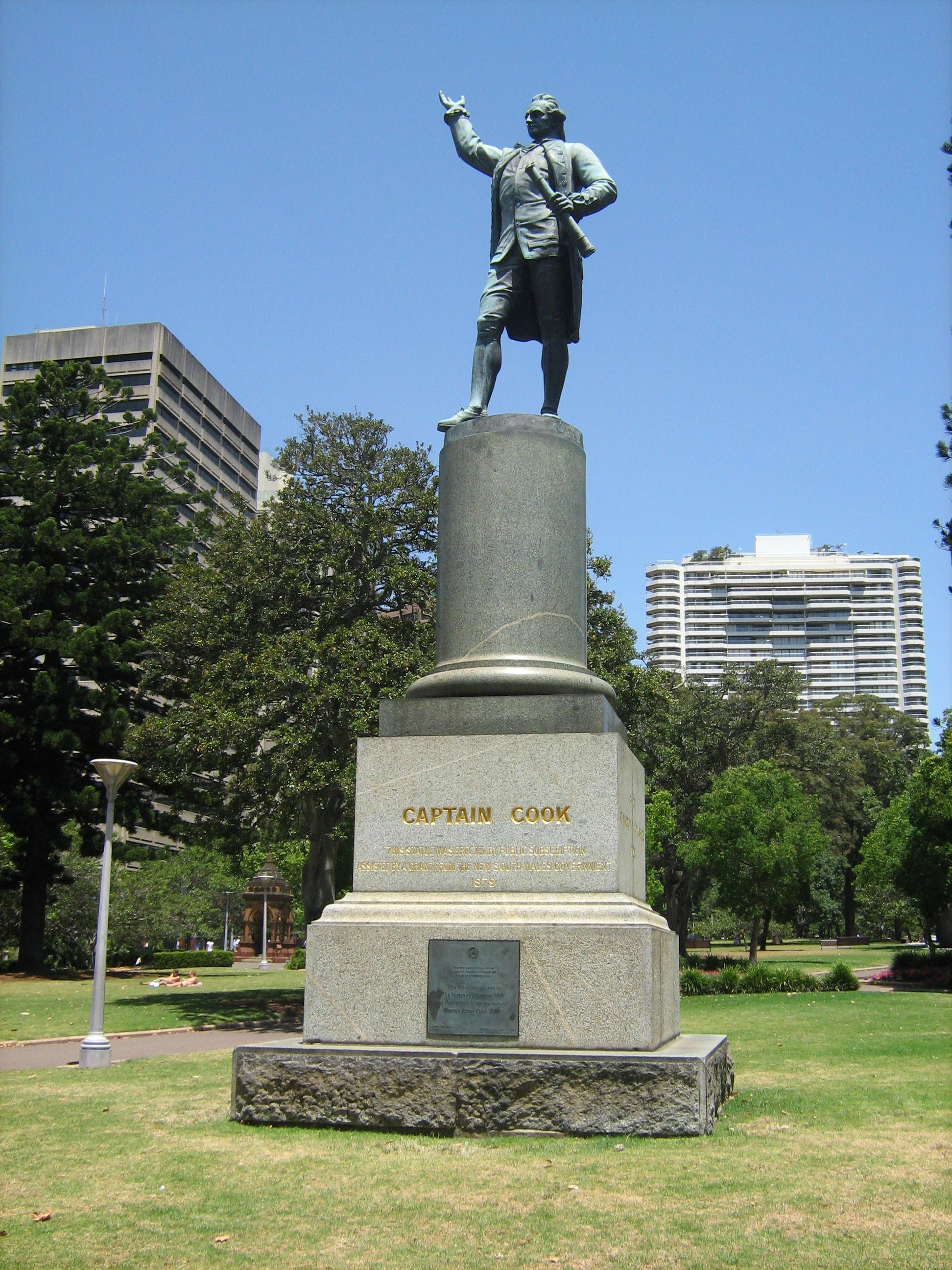
Statue du Capitaine Cook par Thomas Woolner.
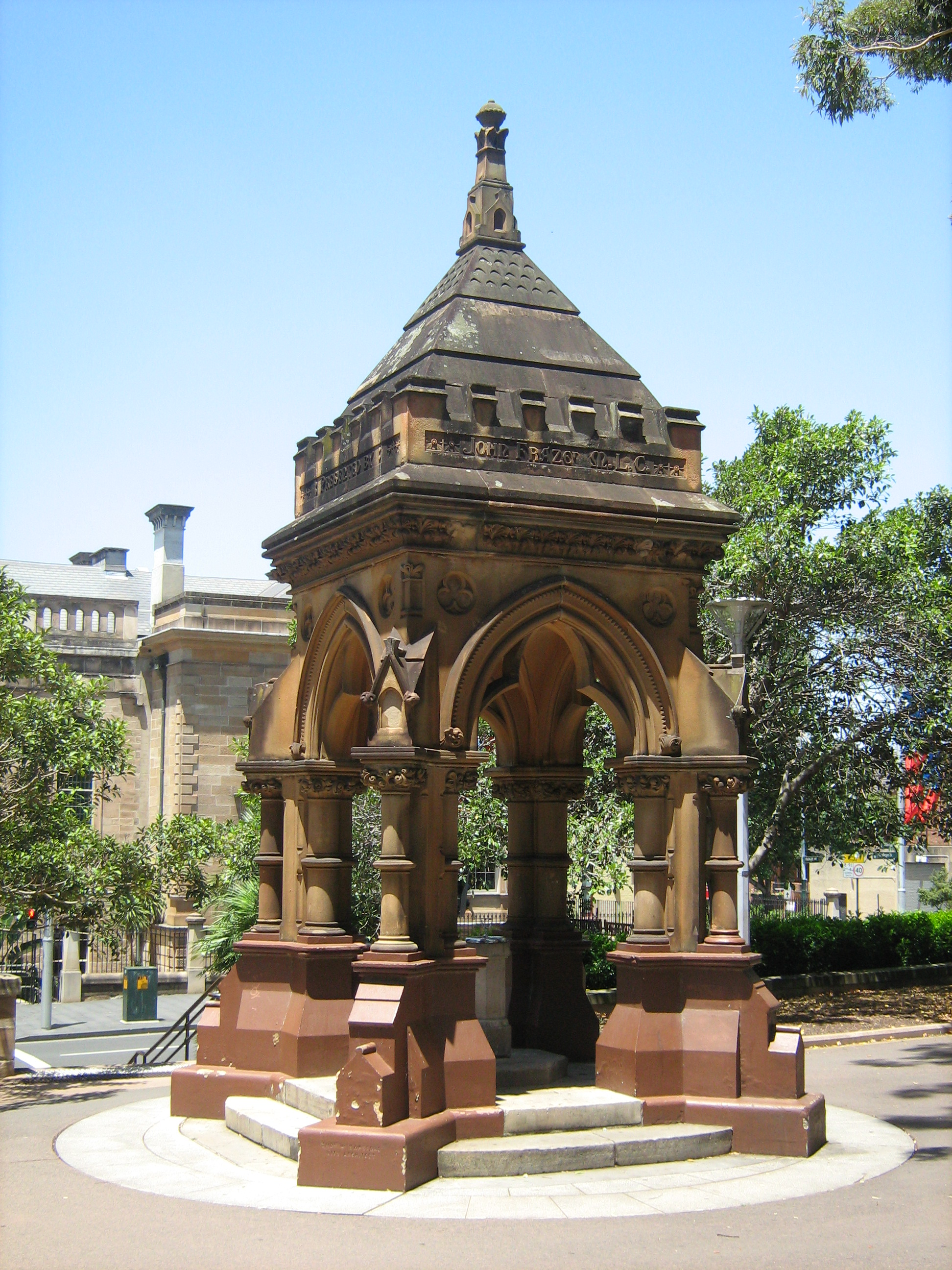
Fontaine, côté College Street.
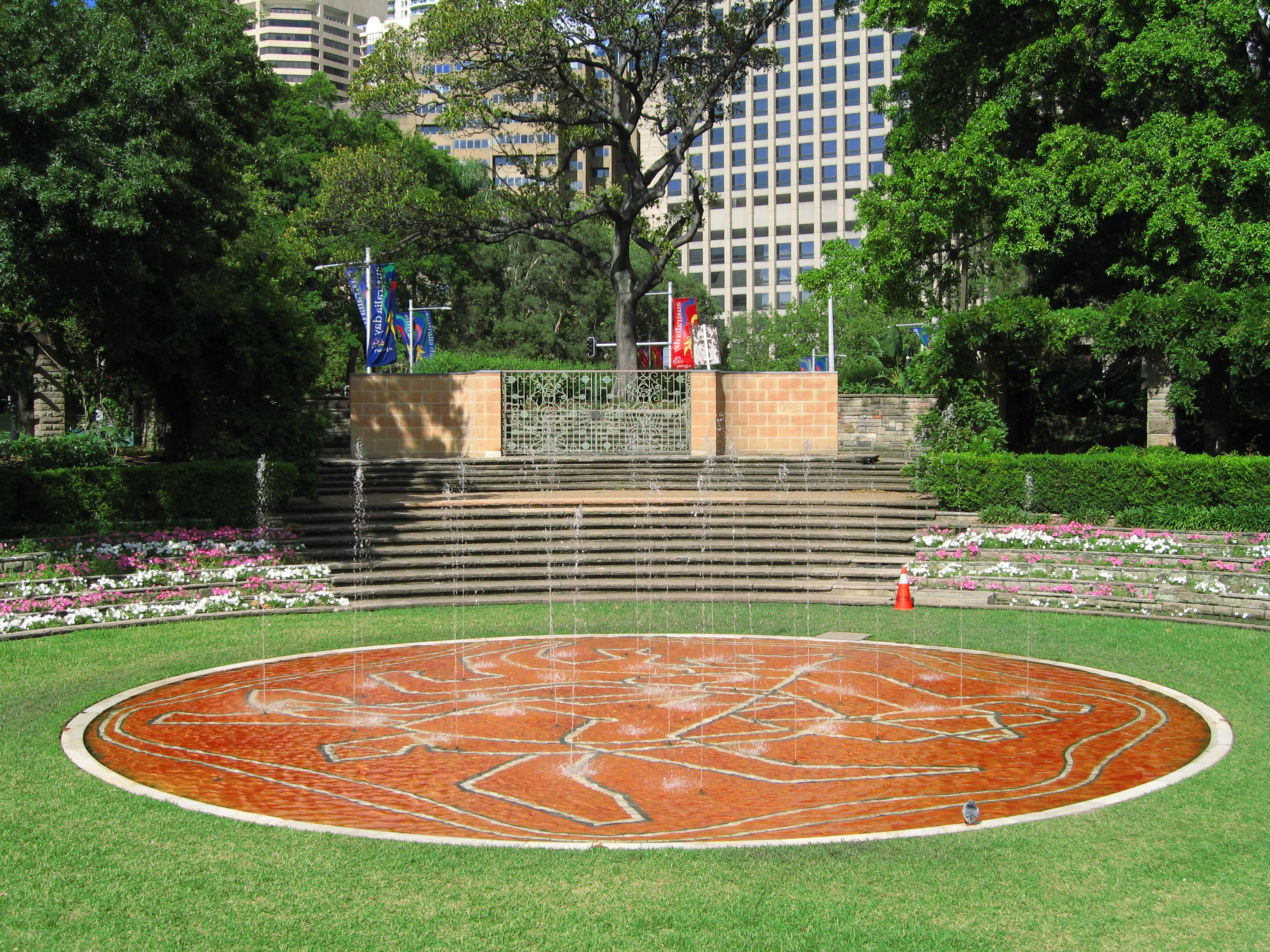
Sandringham Gardens.
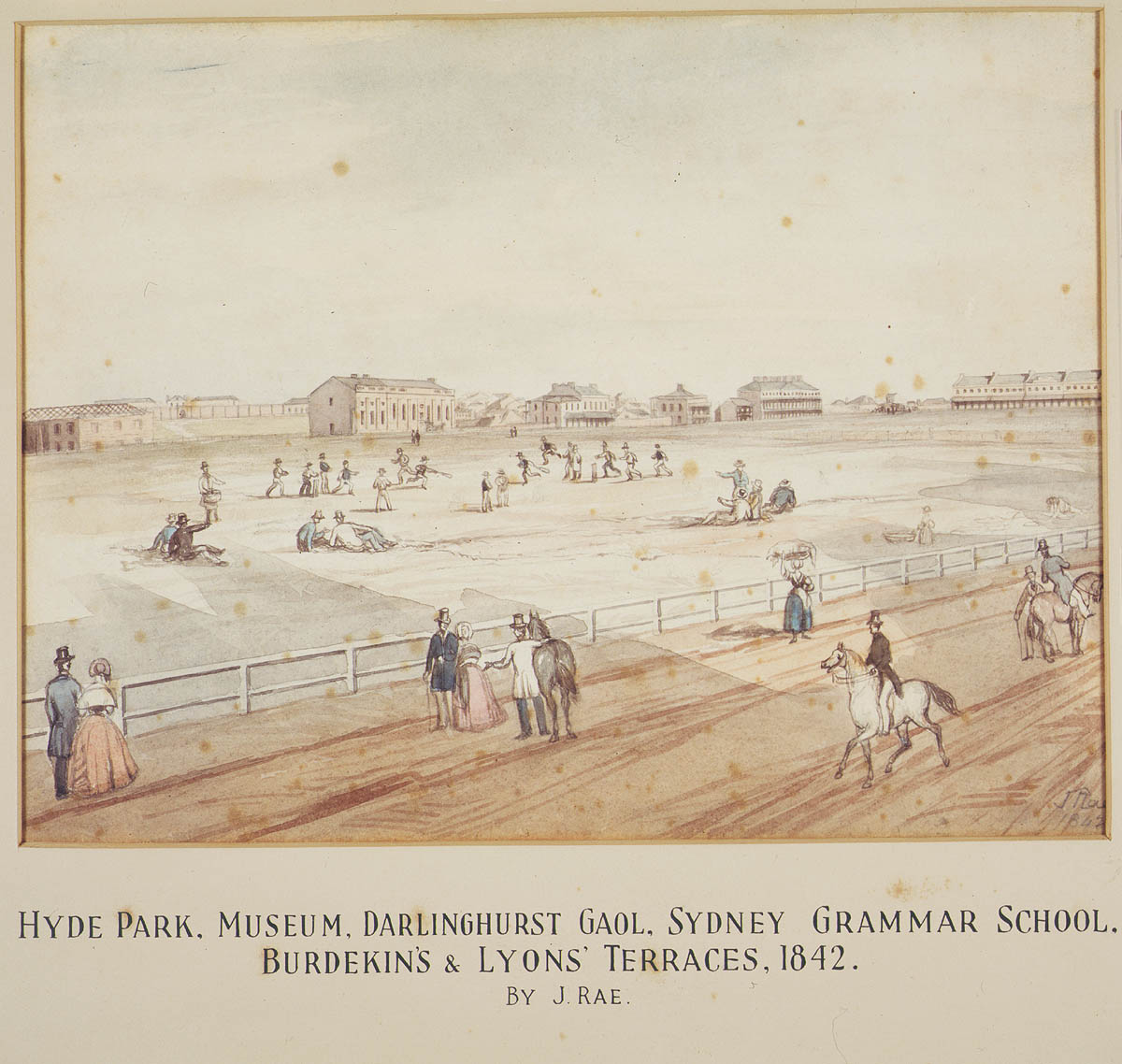
Peinture de Hyde Park, 1842.
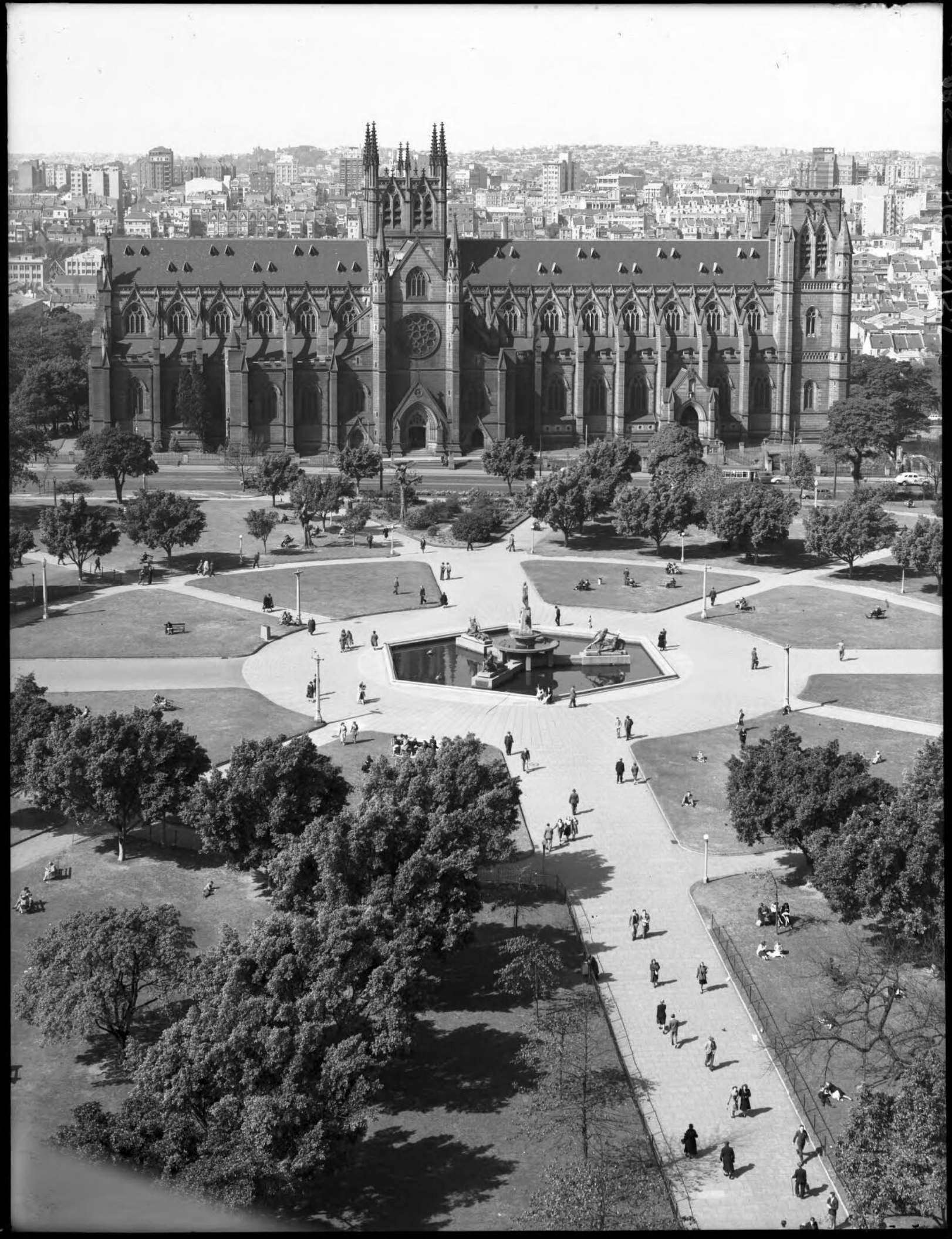
Avenue dans Hyde Park, vers 1900